# Pfullingen
Pfullingen is een plaats in de Duitse deelstaat Baden-Württemberg, gelegen in het Landkreis Reutlingen. De stad telt 18.778 inwoners.

## Geografie
Pfullingen heeft een oppervlakte van 30,12 km² en ligt in het zuidwesten van Duitsland.
Bad Urach ·
Dettingen an der Erms ·
Engstingen ·
Eningen unter Achalm ·
Gomadingen ·
Grabenstetten ·
Grafenberg ·
Hayingen ·
Hohenstein ·
Hülben ·
Lichtenstein ·
Mehrstetten ·
Metzingen ·
Münsingen ·
Pfronstetten ·
Pfullingen ·
Pliezhausen ·
Reutlingen ·
Riederich ·
Römerstein ·
St. Johann ·
Sonnenbühl ·
Trochtelfingen ·
Walddorfhäslach ·
Wannweil ·
Zwiefalten
Gutsbezirk Münsingen (gemeentevrij gebied)